# Monika Gombar
Monika Gombar (ur. 22 maja 1984) – rumuńska lekkoatletka specjalizująca się w skoku o tyczce.
Wielokrotna mistrzyni Rumunii.
Wielokrotna reprezentantka kraju w zawodach pucharu Europy.